# Precious Pupp
Precious Pupp (no Brasil, Xodó da Vovó)  é uma série de desenho animado produzida pela Hanna-Barbera em 1965 que apresentava as aventuras de um cão chamado Precioso que vivia protegendo sua dona, a Vovó Dulcina.

## Dubladores

### Nos Estados Unidos
- Precioso: Don Messick
- Vovó Dulcina: Janet Waldo

### No Brasil
- Precioso: efeitos vocais de Don Messick mantidos no original
- Vovó Dulcina: Lúcia Delor